# Plebiscyt Przeglądu Sportowego 1937
12. Plebiscyt Przeglądu Sportowego na najlepszego sportowca Polski zorganizowano w 1937 roku.

## Wyniki
1. Jadwiga Jędrzejowska - tenis (37 518 pkt.)
2. Henryk Chmielewski - boks (28 431)
3. Stanisława Walasiewicz - lekkoatletyka (26 757)
4. Wacław Gąssowski - lekkoatletyka (17 024)
5. Kazimierz Kucharski - lekkoatletyka (15 930)
6. Aleksander Polus - boks (15 175)
7. Ernest Wilimowski - piłka nożna (12 874)
8. Czesław Sobieraj - kajakarstwo (9231)
9. Józef Noji - lekkoatletyka (6040)
10. Roger Verey - wioślarstwo (5982)